# Землянский сельсовет (Тамбовская область)
Землянский сельсовет — муниципальное образование со статусом сельского поселения в составе Инжавинского района Тамбовской области России.
Административный центр — поселок Землянский.

## История
В соответствии с Законом Тамбовской области от 17 сентября 2004 года № 232-З установлены границы муниципального образования и статус сельсовета как сельского поселения.

## Население
| 2010 | 2012  | 2013  | 2014  | 2015 | 2016 | 2017 |
| ---- | ----- | ----- | ----- | ---- | ---- | ---- |
| 1085 | ↘1063 | ↘1029 | ↘1002 | ↘965 | ↘958 | ↘923 |
| 2018 | 2019  | 2020  | 2021  |      |      |      |
| ↘906 | ↘871  | ↘847  | ↘714  |      |      |      |

## Состав сельского поселения
| № | Населённый пункт | Тип населённого пункта          | Население |
| - | ---------------- | ------------------------------- | --------- |
| 1 | Землянский       | посёлок, административный центр | ↘708      |
| 2 | Ивановка         | деревня                         | ↘174      |
| 3 | Каширка          | деревня                         | 4         |
| 4 | Комаровка        | деревня                         | 11        |
| 5 | Курдюки          | деревня                         | ↘118      |
| 6 | Новопоселенная   | деревня                         | 61        |
| 7 | Потловка         | деревня                         | 5         |
| 8 | Хмелёвка         | деревня                         | 4         |

### Упразднённые населённые пункты
Деревня Булгаковка.